# Fernando Pacheco Flores
Fernando Pacheco Flores (sinh ngày 18 tháng 5 năm 1992) là một cầu thủ bóng đá người Tây Ban Nha đang chơi cho Real Madrid ở vị trí thủ môn.

## Sự nghiệp câu lạc bộ
Sinh ra ở Badajoz, Extremadura, Pacheco chơi cho hai câu lạc bộ địa phương trước khi gia nhập Real Madrid năm 2006, ở tuổi 14. Anh đã ra mắt vào ngày 28 tháng 8 năm 2011 với đội C, đối mặt với CF Rayo Majadahonda ở Tercera División.
Pacheco chơi trận đấu đầu tiên với đội hình chính vào ngày 20 tháng 12 năm 2011, khi thay thế Antonio Adán trong chiến thắng 5-1 trên sân nhà trước SD Ponferradina ở Copa del Rey. Trong mùa giải 2012–13 anh luân phiên giữ vị trí trong đội hình xuất phát của đội ba và thường xuyên được gọi lên đội hai, ra mắt tại Segunda División vào ngày 2 tháng 6 năm 2013 trong một chiến thắng 4-0 trên sân nhà trước AD Alcorcón; anh giữ được vị trí của mình trong trận đấu sau – cuối cùng trong mùa giải hạng hai – với Girona FC.
Ngày 11 tháng 8 năm 2014 Real Madrid gọi Pacheco cho trận tranh Siêu cúp bóng đá châu Âu 2014 đối đầu Sevilla FC như thủ môn thứ ba. Anh có trận đấu đầu tiên cho đội một vào ngày 2 tháng 12, trong một chiến thắng 5-0 trên sân nhà trước UE Cornellà ở Copa del Rey.

## Danh hiệu

### Câu lạc bộ
Real Madrid
- UEFA Super Cup: 2014
- FIFA Club World Cup: 2014

## Thống kê sự nghiệp câu lạc bộ
Tính đến 2 tháng 12 năm 2014
| CLB         | Mùa giải  | Giải | Giải | Giải     | Cúp1 | Cúp1 | Cúp1     | Châu Âu | Châu Âu | Châu Âu  | Tổng cộng | Tổng cộng | Tổng cộng |
| CLB         | Mùa giải  | Trận | Bàn  | Kiến tạo | Trận | Bàn  | Kiến tạo | Trận    | Bàn     | Kiến tạo | Trận      | Bàn       | Kiến tạo  |
| ----------- | --------- | ---- | ---- | -------- | ---- | ---- | -------- | ------- | ------- | -------- | --------- | --------- | --------- |
| Real Madrid | 2011–12   | 0    | 0    | 0        | 1    | 0    | 0        | 0       | 0       | 0        | 1         | 0         | 0         |
| Real Madrid | 2014–15   | 0    | 0    | 0        | 1    | 0    | 0        | 0       | 0       | 0        | 1         | 0         | 0         |
| Tổng cộng   | Tổng cộng | 0    | 0    | 0        | 2    | 0    | 0        | 0       | 0       | 0        | 2         | 0         | 0         |

1 Bao gồm Copa del Rey.